# 2024 في سوريا
تحتوي هذه المقالة على أهم الأحداث التي شهدتها سوريا في 2024م، إضافة إلى أهم الشخصيات السورية المولودة والمتوفية في هذه السنة.

## الحُكم
- الرئيس: بشار الأسد (إنتهى في 8 ديسمبر 2024 انظر: سقوط نظام الأسد).
- دخول الثوار العاصمة دمشق.
- الحكومة الانتقالية السورية 2024.

## الأحداث

علم المعارضه السورية

- 27 نوفمبر - شنت فصائل المعارضة السورية المنضوية تحت إدارة العمليات العسكرية بقيادة هيئة تحرير الشام عملية عسكرية بإسم "ردع العدوان" وتم تحرير جميع المساجين في السجون الرئيسية في المدن السورية.
- 29 نوفمبر - تحرير مدينة حلب بالكامل من قبل إدارة العمليات العسكرية ضمن عملية ردع العدوان.
- 30 نوفمبر إلى 5 ديسمبر - تحرير مدينة حماة من قبل إدارة العمليات العسكرية ضمن عملية ردع العدوان.
- 6 ديسمبر إلى 8 ديسمبر - تحرير مدينة حمص من قبل إدارة العمليات العسكرية ضمن عملية ردع العدوان.
- 8 ديسمبر
  - تحرير العاصمة السورية دمشق بالكامل من قبل إدارة العمليات العسكرية ضمن عملية ردع العدوان, وسقوط نظام بشار الأسد الذي امتد 24 عامًا، و سقوط حكم آل الأسد لسوريا الذي امتد قرابة 54 عاماً منذ انقلاب 1970 الذي نفذه حافظ الأسد, وهروب بشار الأسد خارج البلاد مع عائلته وتقديم اللجوء الإنساني في روسيا.
  - إسرائيل تطلق عملية لاحتلال المنطقة العازلة في محافظة القنيطرة السورية، وتشن عشرات الضربات الجوية بهدف تدمير القدرات الاستراتيجية للقوات المسلحة السورية.

## الوفيات
- 1 يناير/كانون الثاني - رياض الترك، ناشط سياسي وحقوقي سوري.
- 12 يناير/كانون الثاني - غسان مكانسي، ممثل ومعد ومخرج إذاعي ومسرحي. (74 عاما).[1]
- 16 يناير/كانون الثاني - عميد خولي، صحفي سوري.
- 20 فبراير/ شباط - ثناء دبسي ممثلة سورية.
- 29 فبراير/ شباط - لجينة الأصيل، كاتبة وفنانة تشكيلية (78 سنة).
- 17 أبريل/نيسان - محمد قجة، مُؤرِّخ سوري.
- 19 أبريل/نيسان - محمد فارس، رائد فضاء سوري.
- 2 مايو/ايار - عصام العطار، داعية إسلامي وكاتب ومفكر سوري.
- 15 مايو/ايار - عبد اللطيف عبد الحميد، مخرج سوري.
- 14 يونيو/حزيران - فؤاد حميرة، ممثل وكاتب سيناريو سوري.
- 29 يونيو/حزيران - محمد ظافر الوفائي، باحث ومحقق سوري.
- 2 يوليو/تموز - لونة الشبل، صحفية ومستشارة إعلامية سورية (48 سنة).
- 14 يوليو/تموز - أحمد السيد، كاتب وممثل سوري.
- 24 يوليو/تموز - محمد فاروق البطل، عالم مسلم وداعية سوري.
- 3 أغسطس/آب - كامل نجمي، إعلامي رياضي سوري.
- 24 أغسطس/آب - وليد الخطيب، داعية وشاعر سوري.
- 22 سبتمبر/ايلول - محمود رضا حامد، شاعر فلسطيني سوري.
- 23 سبتمبر/ايلول - محمود صفا، ممثل سوري.
- 1 أكتوبر/تشرين الاول - صفاء أحمد، مذيعة تلفزيونية سورية.
- 24 نوفمبر/تشرين الاول - عصمت رشيد، مطرب وملحن سوري.
- 30 نوفمبر/تشرين الاول - مصطفى الكردي، ناشط إعلامي سوري.
- 3 ديسمبر/كانون الاول - محمد شفيق البيطار، باحث ومحقِّق في الأدب القديم سوري.
- 8 ديسمبر/كانون الاول - إيهاب مخلوف، رجل أعمال سوري.
- 9 ديسمبر/كانون الاول - مازن الحمادة، ناشط حقوقي سوري.
- 15 ديسمبر/كانون الاول - زهير ناجي، بحاثة ومؤرخ ومترجم سوري.
- 0 ديسمبر/كانون الاول - شجاع العلي، أحد اهم شبيحة نظام بشار الأسد، مجرم حرب.